# Jurema (cantora)
Jurema (nascida em Campos dos Goytacazes) é uma cantora e compositora brasileira.
Pela EMI/Odeon, lançou o disco de vinil O Samba não Pode Parar, do qual participaram músicos como Wilson das Neves (bateria), Marçal (cuíca), Sivuca (acordeão) e Waldir Caciporé (cavaquinho).